# Inka Zemánková
Inka Zemánková, rozená Anna Inez Koníčková (4. srpna 1915 Praha – 23. května 2000 Praha), byla významná česká swingová zpěvačka.

## Životopis

### Dětství
Narodila se 4. srpna 1915 v Praze v porodnici u Apolináře a pokřtěna byla jmény Anna Inez. Kolem jejího data narození vznikly v pozdější době určité pochyby, především z důvodu, že ona sama používala doklady s datem narození 1925. Podrobnosti lze nalézt v knize Ondřeje Suchého Inka Zemánková. Zpěvačka navíc v květnu 1959 požádala o úřední změnu hlavního křestního jména, kdy upřednostnila Inez před Annou.
 
Její otec Josef Koníček pocházel z mlynářské rodiny v Dobřichovicích, matka Anna, rozená Částková, byla dcerou horníka z Brandýska.

Ve dvou letech jí zemřel otec na souchotiny. Na čas ji vychovávala teta a později se s matkou odstěhovala do Pardubic a do Hradce Králové. Zde se krátce učila hrát na klavír. Další stěhování jí přivedlo do Bratislavy. Svoji kariéru zde započala v baletu Slovenského národního divadla u Ely Fuchsové. Po matčině smrti se jí jako sirotka ujala rodinná přítelkyně, po níž si změnila příjmení na Zemánková a odstěhovala se do Prahy.

### Hvězdné období
| „                 | Původně zpívala jen anglicky – americké šlágry. Já ji navrhoval, že by bylo dobré, aby měla také české texty. S výborným textařem Jaroslavem Moravcem jsme pro ni začali psát. Hitem se stalo třeba "Jsem tady já", kde Inka zpívala s gentlemanem Standou Procházkou. A těšilo ji, že zpívá i česky. | “ |
| — Jaroslav Malina | |   |

Začátkem roku 1938 zahájila spolupráci s orchestrem Bobka Bryena, se kterým absolvovala turné ve Zlíně. Následovala spolupráce s Blue Music Karla Slavíka, s orchestrem Karla Vlacha, příležitostně s Melody Boys R. A. Dvorského a s orchestrem Jaroslava Maliny.
První desku Ráda zpívám hot nahrála 3. 8.1939 s Karlem Vlachem u společnosti Ultraphon. Začal se o ni zajímat i film, ale veškeré její naděje překazila německá okupace. Přesto si ale v některých filmech zahrála, většinou to byla role zpěvačky. Ve filmu Martina Friče Hotel Modrá hvězda poprvé zazněla píseň Slunečnice, která se stala tehdejším šlágrem. Pomalu se stala nejlepší zpěvačkou 40. let 20. století.
Asi rok byla členkou dívčího vokálního tria Bajo-trio.
Koncem 2. světové války absolvovala nucené turné pro české totálně nasazené dělníky.
Dne 20. dubna 1944 se provdala za Václava Holuba.
Po roce 1945 vystupovala s orchestrem Ladislava Habarta v pražském paláci Fénix.

### Zákaz veřejného vystupování
Po únoru 1948 komunistická strana postupně začala kontrolovat veškeré dění v zemi, a s ním i hudbu. Po vzoru sovětských soudruhů (Tichon Nikolajevič Chrennikov) vznikla Hudební a artistická ústředna (HAÚ), která byla pod přímým vlivem KSČ a která měla zajistit kontrolu nad umělci. HAÚ jí v padesátých letech nejprve omezila činnost (pod podmínkou, že koncerty bude zahajovat lidovými písněmi) a později ji definitivně zakázala. Na jejím zákazu se pravděpodobně aktivně podílel Dušan Havlíček, tehdejší pracovník HAÚ.
Krátce poté se odstěhovala z Prahy a živila se jako traktoristka. Po roce 1960 ještě získala angažmá v Polsku, Švýcarsku, Německu a ve Francii. Po celý zbytek života se aktivně snažila udržet si pěveckou kondici. V 70. a 80. letech se vracela na pódia a vystupovala v řadě televizních pořadů (například Šestý den je sobota, nebo Kabaret u dobré pohody).
V roce 1984 se podruhé provdala. Zemřela v roce 2000, krátce po smrti svého druhého manžela.
Do českého jazzového zpěvu přinesla zcela nové prvky: používala swingové frázování i za cenu prohřešků vůči výslovnosti, její projev byl mnohem uvolněnější než bylo v té době obvyklé. Rovněž používala scat.

## Nejznámější písně
- Slunečnice (s orchestrem S. E. Nováčka a kvartetem Lišáci)
- Dívka k rytmu zrozená
- Ráda zpívám hot

## Filmové role
- Hotel Modrá hvězda (1941) — zpěvačka
- Rukavička (1941) — zpěvačka
- Okénko do nebe (1940) — zpěvačka

## Diskografie

### 1939
- Ráda zpívám hot
- Ranní ptáče

### 1940
- Má láska je jazz
- Cvrček muzikant
- Melodie Jiřího Traxlera I.
- Kamil Běhounek ve svých písních
- V objetí tvém
- Káčata
- Dívka k rytmu zrozená
- Pláče nebe

### 1941
- Náhodou
- Dívka k rytmu zrozená
- Když mlha padá
- Bloudění v rytmu
- Stalo se jednou
- Já a deštník
- Dívka mi zpívá
- Ticho prosím
- Plavé dámy
- Slunečnice
- Komu to patří
- Zítra tou dobou
- Bé, bé
- Zamilovaný čmelák
- S cikánkou kolem světa

### 1942
- Prosinec a sníh
- Čekám pět minut jen
- Jen o lásce ne
- Okamžik
- Bláznivý den
- Tempo je naše heslo

### 1943
- Mé kouzlo
- To je tajemství
- Bláznivá melodie

### 1944
- Proto si hrát dám
- A-B-C-D
- První láska
- Řekni mi očima
- Rytmus v srdci
- Hej diddle
- Zítra smíš

## Pamětníci vzpomínají na Inku Zemánkovou
Standa Procházka
- Mou oblíbenou partnerkou se stala Inka Zemánková...Inka byla velice pilná holka. Třeba jsme odpoledne zpívali na čajích. Dvě hodiny přestávky mezi vystoupeními cvičila v šatně svůj podpis, aby se zájemcům po večerním koncertu hezky podepsala. Ta nádhera byla neuvěřitelná! Víte, že o Ince jsme vůbec nevěděli, kolik je jí vlastně let? Chci zdůtaznit, že Inka byla naší první jazzovou hvězdou. Měla také přezdívku „Dívka v rytmu zrozená“. Hlas si stále cvičila. Značně se jí rozšířil, takže měla velký rozsah a klidně mohla zpívat altové i sopránové písně. Nazpívala spoustu gramofonových desek, které na tehdejší dobu měly vynikající úroveň.[5]